# Ernie Reyes, Jr.
Ernie Reyes Jr. (San Jose, 15 de janeiro de 1972) é um ator e dublê norte-americano. Conhecido principalmente pelo seriado Sidekicks.

## Filmografia selecionada
- Red Sonja - Principe Tarn
- The Last Dragon (1985) - Tai.
- Sidekicks (1986) - Ernie Lee.
- Teenage Mutant Ninja Turtles II: The Secret of the Ooze (1991) - Keno
- Surf Ninjas (1993) - Johnny.
- Rush Hour 2 (2001)
- The Rundown (2003)
- Indiana Jones e o Reino da Caveira de Cristal (2008)
- Art of Submission (2009)